# Hymenophyllum acanthoides
Espèce
Hymenophyllum acanthoides est une espèce de fougères de la famille des Hyménophyllacées.
Synonymes : Didymoglossum acanthoides Bosch, Leptocionium acanthoides (Bosch) Bosch, Meringium acanthoides (Bosch) Copel..

## Historique et position taxinomique
Hymenophyllum acanthoides appartient au sous-genre Hymenophyllum.
Cette espèce a été décrite une première fois par Roelof Benjamin van den Bosch en 1856 sous le nom de Didymoglossum acanthoides.
En 1861, il la replace dans le genre Leptocionium : Leptocionium acanthoides.
En 1911, Eduard Rosenstock la classe dans le genre Hymenophyllum.
Mais en 1938, Edwin Bingham Copeland la classe dans le genre Meringium : Meringium acanthoides.
Enfin, tant Conrad Vernon Morton en 1968 que Atsushi Ebihara et al. en 2005 la replacent dans le genre Hymenophyllum.

## Description
Cette espèce a les caractéristiques suivantes :
- son rhizome est long et filiforme ;
- les frondes, de moins de cinq centimètres de long, sur moins de trois de large, comportent un limbe divisé deux fois ;
- la membrane du limbes est olivâtre avec des dentelures pointues, fréquemment recourbées faisant songer à une feuille d'acanthe, ce qui est à l'origine de l'épithète spécifique ;
- les sores sont terminaux d'un court segment axillaire, proche du rachis, en majorité à la partie terminale du limbe ;
- l'indusie, englobant complètement les sporanges, a deux lèvres.

## Distribution
Cette espèce, terrestre, est présente en Chine, Indonésie, Philippines et Thaïlande.